# Wiktor Płotnikow
Wiktor Andriejewicz Płotnikow (ros. Виктор Андреевич Плотников, ur. 26 października 1898 w Astrachaniu, zm. 21 marca 1958 w Moskwie) – radziecki polityk i dyplomata.
W latach 1918–1918 studiował w Moskiewskim Instytucie Komercyjnym (nie ukończył), od lutego 1918 członek RKP(b), w latach 1918-1921 pracownik wydziału WCIK, instruktor Wydziału Politycznego Frontu Kaspijsko-Kaukaskiego, 1921-1923 pełnomocnik Syberyjskiego Komitetu Rewolucyjnego, 1923-1926 studiował w Akademii Rolniczej im. Timiriaziewa. 1926-1930 kolejni starszy instruktor, kierownik Wydziału Organizacyjnego Mosielkriedsojuza, referent Związku Związków Spółdzielni Rolniczych RFSRR i przewodniczący Prezydium Związku Związków Spółdzielni Rolniczych Turkmeńskiej SRR. Od 1930 do lutego 1932 zastępca kierownika Grupy Rolniczej Moskiewskiej Komisji Kontrolnej WKP(b), 1932-1934 kierownik Wydziału Wtóroeksportu w Iranie, 1935-1936 zastępca dyrektora ds. eksportu Urumczińskiego Biura "Sowsińtorga" w Chinach, od stycznia do września 1937 dyrektor biura eksportowego Wszechzwiązkowego Zjednoczenia "Mieżdunarodnaja kniga". Od września 1937 do marca 1939 I sekretarz Ambasady ZSRR na Węgrzech i chargé d'affaires ZSRR na Węgrzech, od marca do września 1939 radca Ambasady ZSRR w Finlandii, od 1 października 1939 do 26 czerwca 1940 ambasador ZSRR w Norwegii, od 26 czerwca 1940 do 8 maja 1941 ambasador ZSRR w Jugosławii.